# José Antônio de Araújo (político)
José Antônio de Araújo (São Domingos do Prata, 9 de fevereiro de 1919 – Timóteo, 6 de maio de 2010), também conhecido como Seu Didico, foi um político brasileiro filiado ao Partido Social Democrático (PSD), primeiro prefeito eleito do município de Timóteo, no interior do estado de Minas Gerais.
Atuou no processo de emancipação de Timóteo, que veio a ocorrer em 29 de abril de 1964. No ano seguinte, Didico se tornou o primeiro prefeito eleito por voto direto no município, sucedendo ao mandato do intendente Virico Fonseca, que havia sido nomeado pelo governador José de Magalhães Pinto após a instalação da cidade. José Antônio de Araújo tomou posse em 3 de dezembro de 1965 e cumpriu mandato até 14 de novembro de 1966, quando foi sucedido por Jaimar de Castro Coura.
Em 2002, ficou tetraplégico após sofrer uma queda. Em 4 de maio de 2010, foi internado no Hospital Vital Brazil após sofrer uma parada cardiorrespiratória, vindo a falecer dois dias mais tarde, em 6 de maio, vítima de uma infecção generalizada.